# Николаевка (Суражский район)
Николаевка — деревня в Суражском районе Брянской области России. Входит в состав Дегтярёвского сельского поселения.

## География
Деревня находится в северо-западной части Брянской области, в зоне хвойно-широколиственных лесов, в пределах части Приднепровской низменности, на правом берегу реки Витавы, вблизи государственной границы с Белоруссией, на расстоянии примерно 34 километров (по прямой) к северо-востоку от города Суража, административного центра района. Абсолютная высота — 161 метр над уровнем моря.

### Климат
Климат характеризуется как умеренно континентальный с достаточным увлажнением, тёплым летом и умеренно холодной зимой. Среднегодовая многолетняя температура воздуха составляет 5,4 °С. Средняя температура воздуха самого тёплого месяца (июля) — 18,1 °C (абсолютный максимум — 37 °C); самого холодного (января) — −8 — −7,5 °C (абсолютный минимум — −37 °C). Период активной вегетации растений (с температурой выше 10°С) составляет 144 дня. Среднегодовое количество атмосферных осадков составляет 554 мм, из которых большая часть (285 мм) выпадает в тёплый период. Снежный покров держится в течение 120—130 дней.

### Часовой пояс
Деревня Николаевка, как и вся Брянская область, находится в часовой зоне МСК (московское время). Смещение применяемого времени относительно UTC составляет +3:00.

## Население
| 2010 | 2013 |
| ---- | ---- |
| 22   | ↘18  |

### Национальный состав
Согласно результатам переписи 2002 года, в национальной структуре населения русские составляли 100 % из 34 чел.